# Literatura del segle XV
La literatura del segle XV suposa una transició entre la literatura medieval i la renaixentista, excepte a Itàlia, si bé no tots els països evolucionen al mateix temps en l'art i les obres dels autors més importants del període, poden mostrar moltes diferències segons la tradició cultural a què pertanyin. El segle XV és també un segle de transició pel que fa al consum de llibres: l'aparició de la impremta i l'auge de la burgesia augmentaran els llibres i els lectors disponibles i popularitzaran la lectura, fet que accelera la implantació de les llengües vernacles com a instruments literaris a Europa en detriment del llatí.

## El segle d'or valencià
Es tracta de l'època de prosperitat i de gran esplendor de la literatura catalana. Encara hi predominen els cànons medievals, amb petites influències del renaixement a través dels italians. En la lírica, es consolida la poesia dels trobadors i els cants amorosos, amb figures com Ausiàs March, mentre en prosa fa fortuna la novel·la cavalleresca, especialment amb Tirant lo Blanc de Joanot Martorell, considerada una de les primeres novel·les de la modernitat pel retrat humà de l'heroi i la combinació dels aspectes bèl·lics i amorosos. En el camp de la no ficció, dominen els sermons religiosos.

## La literatura peninsular
La literatura castellana, en un període anomenat prerenaixement, continua els models tardomedievals en poesia. Predominen els temes religiosos en tots els gèneres, així com una visió pessimista del lloc de l'home a la terra (com per exemple mostra Jorge Manrique). Destaca l'aparició de La Celestina de Fernando de Rojas, que suposa l'aparició del teatre modern a la península Ibèrica.
A Portugal el model és la poesia espanyola, que es combina amb el diàleg i el sermó moral de tradició medieval. A Galícia es produeixen els últims espetecs de la lírica medieval que precediran a la decadència dels anomenats séculos escuros o segles foscos.

## La literatura francesa
La literatura francesa es pot caracteritzar com plenament medieval, amb poetes com Christine de Pisan o François Villon i una imatge en general negativa de l'ésser humà, aguditzada pels estralls de la Guerra dels Cent Anys, que apareix amb freqüència com a tema literari o com a al·lusió a les obres franceses.

## La literatura anglesa
El segle xv suposa la fi de l'anomenada Middle English literature o literatura de l'anglès mitjà per la llengua emprada pels seus autors. Com en altres tradicions, predominen els temes religiosos, si bé en poesia s'imposen progressivament els versos d'amor profà. Alguns dels autors més destacats són Thomas Hoccleve, John Lydgate i Thomas Malory. A Escòcia es conrea una poesia deutora de Geoffrey Chaucer.

## El Renaixement italià
Itàlia, amb el seu Quattrocento, es diferencia de la resta de països perquè conrea una literatura ja plenament del Renaixement que esdevindrà model de les altres cultures durant els segles posteriors. L'humanisme i la filosofia de Giovanni Pico della Mirandola o Marsilio Ficino marquen un canvi en la mentalitat, passant a un antropocentrisme i una reivindicació de les potencialitats de l'home, així com una exaltació de l'amor en tots els seus vessants.
Triomfen els models llatins més enllà dels autors canònics que havien perdurat durant l'Edat Mitjana i es redescobreix la tradició grega. Els autors conreen diversos gèneres i combinen la seva tasca amb altres arts, la ciència o la política, en el seu afany per esdevenir l'homo universallis, un individu cosmpolitat marcat per l'afany de coneixement total i una fina sensibilitat. Leon Battista Alberti en serà una de les primeres mostres d'aquesta figura que substitueix el cavaller precedent com a ideal de cultura i que arribarà amb Leonardo da Vinci a la seva màxima esplendor. Un poeta destacable de finals del període és Matteo Maria Boiardo.

## Literatures del nord i de l'est
A la part nord del continent es consolida la literatura oral, com els Meistersinger alemanys, hereus dels trobadors però que barregen la poesia de cançó amb un alt component satíric. Els països nòrdics fan versions noves de les sagues medievals, també de difusió oral, sense que s'hi instal·lin les influències modernitzadores del sud. Els textos cristians de vides de sants i miracles, que estaven de moda a tot el continent durant els segles anteriors, continuen sent populars en aquests països i en els seus veïns de l'est. Cal destacar els escrits per difondre el pensament dels hussites que es van escampar des de les regions de Txèquia per tota la zona.